# Saint-Sornin (Charente-Maritime)
Saint-Sornin é uma comuna francesa na região administrativa da Nova Aquitânia, no departamento de Charente-Maritime. Estende-se por uma área de 13,49 km². Em 2010 a comuna tinha 406 habitantes (densidade: 30,1 hab./km²).